# Bandha

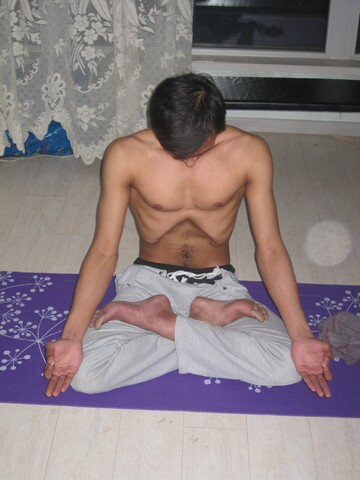
Mann im Lotussitz beim Ausüben der drei Bandhas

Bandha (Sanskrit: बन्ध bandha m. „Bindung“) ist eine Praxis im Hatha Yoga, bei der durch Zusammenziehen bestimmter Muskeln die Energie (Prana) im Körper festgehalten werden soll. Die Bandhas werden häufig zusammen mit yogischen Atemübungen (Pranayama), besonders während der Phase des Luftanhaltens (kumbhaka), durchgeführt. Im Hatha Yoga gehören die Bandhas zu den Mudras, mit den Bandhas werden die Energien oder das Prana kontrolliert.

## Die vier Bandhas
Traditionell werden vier verschiedene Bandhas beschrieben:
- Mulabandha (Sanskrit मूलबन्ध mūla-bandha, Kontraktion der Basis bzw. Wurzel, Mula) oder „Wurzelverschluss“: Durch Kontraktion der Muskulatur im Anusbereich bzw. des Beckenbodens, soll das Abfließen von Energie durch den After verhindert werden. Mulabandha dient auch zur Erweckung der Kundalini-Energie.
- Uddiyanabandha (Sanskrit, उड्डीयानबन्ध uḍḍīyānabandha, der Verschluss des Auffliegens) oder „Hochflugverschluss“: Der Bauch wird stark eingezogen und das Zwerchfell angehoben. Dadurch soll die Energie durch die Sushumna, dem wichtigsten durch die Wirbelsäule verlaufenden Energiekanal (Nadi), hinaufgedrückt werden. Zudem soll dieser Bandha der Baucheingeweidesenkung entgegenwirken. Uddiyanabandha wird auch zum Ausüben von Nauli benutzt.
- Jalandharabandha (Sanskrit, जालन्धरबन्ध jālandharabandha, der Kinnverschluss, Kehlverschluss) oder Halsverschluss: Das Kinn wird in die Mulde zwischen den Schlüsselbeinen gedrückt. Dadurch wird das Entweichen von Energie nach oben verhindert.
- Mahabandha (Sanskrit, महाबन्ध mahābandha, großer oder vollständiger Verschluss) oder „Großer Verschluss“: Während der linke Fuß ans Perineum gedrückt wird und der rechte Fuß auf den linken Oberschenkel gelegt wird, werden alle drei Bandhas gleichzeitig durchgeführt. Mahabandha gilt als eine fortgeschrittene Übung und dient der Kundalinierweckung.

## Bandhas und Granthis
Die Bandhas dienen in den Asanas auch dazu die Granthis oder Knoten zu durchbrechen oder aufzulösen, um die Kundalini oder Lebensenergie durch die Sushumna Nadi führen zu können. So werden analog zu den Bandhas drei wesentliche Granthis beschrieben.

## Überlieferung
Die Bandhas werden in diversen Hatha Yoga-Schriften genannt. So beschreibt das Gorakshashataka (10. Jh.) kurz Mula-, Uddiyana- und Jalandharabandha und deren Wirkungen (Verse 57-63). Die Hathayogapradipika (14. Jh.) beschreibt ausführlich Mulabandha (III,19-25) und Uddiyana-, Mula- und Jalandharabandha (III, 55-78) und nennt letztere die »drei besten Bandhas«, die von den »großen Weisen« geübt werden.